# Józef Karwowski
Józef Karwowski (ur. 8 września 1922 w Nadborach, zm. 16 kwietnia 1945 nad Nysą) – oficer, uczestnik II wojny światowej w szeregach ludowego Wojska Polskiego. Kawaler orderu Virtuti Militari.
Urodził się w wielodzietnej rodzinie chłopskiej. Ze względu na trudne warunki materialne edukację zakończył po zaliczeniu pierwszego roku szkoły rolniczej w Płocku. W czasie II wojny światowej trafił do Kazachstanu, gdzie na utrzymanie pracował w kołchozie.
W 1943 roku został zmobilizowany i skierowany przez dowództwo Armii Czerwonej do armii polskiej utworzonej w ZSRR. Po ukończeniu Centralnej Szkoły Podchorążych w Riazaniu, powierzono mu dowództwo plutonu ckm w 34 pułku piechoty wchodzącego w skład 2 Armii Wojska Polskiego. W ludowym Wojsku Polskim służył również jego brat Apolinary. Ppor. Józef Karwowski przeszedł wraz z 34 pp szlak bojowy przez ziemie polskie. Ciężko ranny został w czasie walk nad Nysą. Zmarł z powodu upływu krwi. Ciało ppor. Józefa Karwowskiego ostatecznie spoczęło na cmentarzu w Zgorzelcu.

## Ordery i odznaczenia
- Virtuti Militari V klasy (pośmiertnie)[3]